# Wolfgang Reitherman
Pour les articles homonymes, voir Reitherman.
Wolfgang Reitherman dit Woolie Reitherman est un animateur, réalisateur, producteur et acteur américain d'origine allemande, né le 26 juin 1909 à Munich (Allemagne) et mort le 22 mai 1985 à Burbank (Californie).
Il était membre de l'équipe des « Neuf Sages » des studios Disney.

## Biographie
Wolfgang Reitherman est né à Munich en Allemagne avant que sa famille émigre aux États-Unis pour s'installer en Californie à Pasadena. Il étudie au Pasadena Junior College puis travaille brièvement comme dessinateur technique pour la Douglas Aircraft Company. Après ce passage dans la vie active, il décide de reprendre des études de dessins artistiques au Chouinard Art Institute dont il sort diplômé en 1933.
En 1933, il intègre les studios Disney et travaille avec des animateurs comme Ward Kimball et Milt Kahl. Sa première contribution notable concerne Les Petits Lapins joyeux, sorti le 24 mars.
Tous les trois participent à la production de La Fanfare (1935), Jazz Band contre Symphony Land (1935) et Elmer l'éléphant (1936). Walt Disney le transfère ensuite à la production de son premier long-métrage Blanche-Neige et les Sept Nains (1937).
À partir des années 1940, Wolfgang Reitherman travaille sur plusieurs longs-métrages, la plupart des grands classiques de Disney dont :
- Pinocchio (1940), la baleine Monstro[4].
- Fantasia (1940), le combat entre le Tyrannosaure et le Stégosaure dans Le Sacre du Printemps[4]
- Peter Pan (1953), Tick-Tock le crocodile
- La Belle et le Clochard (1955), le rat
- La Belle au bois dormant (1959), Maléfique dans son apparence de dragon[4]
- Les 101 Dalmatiens (1961) (Réalisateur)
- Merlin l'Enchanteur (1963) (Réalisateur)
- Le Livre de la Jungle (1967) (Réalisateur)
- Les Aristochats (1970) (Réalisateur et Producteur)
- Robin des Bois (1973) (Réalisateur et Producteur)
- Les aventures de Winnie l'Ourson (1977) (Réalisateur et Producteur)
- Les Aventures de Bernard et Bianca (1977) (Réalisateur et Producteur)
- Rox et Rouky (1981) (Producteur)

On peut noter son rôle d'acteur dans Le Dragon récalcitrant (1941). Mais entre 1940 et 1953, il passe sous la direction de Jack Kinney et anime de nombreux courts-métrages avec Dingo. Frank Thomas et Ollie Johnston dans Disney Animation : The Illusion of Life qualifient le travail de Reitherman sur Dingo ainsi, : « Le Dingo animé par Woolie communiquait avec le public d'une façon que seul Wooly pouvait faire - c'était un nouveau type d'animation. Son timing, sa mise en scène, sa texture, son rythme, son désir de faire quelque chose de différent, son sens du bon gag, la connaissance de ce qui amusait (et a la faculté de penser à quelque chose comme si ce n'était pas le cas), tout s'orientait selon sa direction. »
À la fin des années 1950, il devient coréalisateur avec comme premier essai La Belle au bois dormant puis seul au poste de réalisateur d'un long métrage, avec Merlin l'Enchanteur (1963).
En 1961, il devient le directeur de l'animation des studios Disney. Les trois fils de Reitherman, Bruce, Richard et Robert, ont incarné les voix de plusieurs personnages des films de Walt Disney dont Mowgli du Livre de la Jungle, Jean-Christophe des Aventures de Winnie l'Ourson ou dans Merlin l'Enchanteur pour faire la voix d'Arthur alias "Le Moustique".Après la mort de Walt Disney en 1966, il prend en charge la production de tous les films d'animations jusqu'à sa retraite.
En 1977, il réalise son dernier film, Les Aventures de Bernard et Bianca et partage la réalisation avec John Lounsbery et Art Stevens. Le film rencontre un certain succès financier, mais loin derrière La Guerre des Etoiles, finissant numéro un du box-office de l'année 1977 en France et en Allemagne. Ce film reste pendant 17 ans le film d'animation des studios Disney ayant eu le plus de spectateur dans ces deux pays avant d'être dépassé par Le Roi Lion en 1994. Durant la production de Rox et Rouky, il amène son renard domestique aux studios pour aider les animateurs à trouver des sources d'inspiration. 
Wolfgang Reitherman prend sa retraite en 1980. Il est mort cinq ans plus tard à l'âge de 75 ans dans un accident de voiture près de sa maison de Burbank.
En 1989, il reçoit à titre posthume la distinction Disney Legend.

## Filmographie

### Comme animateur
- 1934 : Les Petits Lapins joyeux
- 1935 : La Fanfare
- 1935 : Jazz Band contre Symphony Land
- 1936 : Elmer l'éléphant
- 1937 : Blanche-Neige et les Sept Nains
- 1940 : Pinocchio
- 1953 : Peter Pan
- 1955 : La Belle et le Clochard
- 1959 : La Belle au bois dormant
- 1961 : Les 101 Dalmatiens
- 1963 : Merlin l'Enchanteur
- 1967 : Le Livre de la Jungle
- 1970 : Les Aristochats
- 1973 : Robin des Bois
- 1977 : Les Aventures de Bernard et Bianca
- 1981 : Rox et Rouky

### Comme réalisateur
- 1957 : The Truth About Mother Goose
- 1960 : Goliath II
- 1961 : Les 101 Dalmatiens (One Hundred and One Dalmatians)
- 1961 : Dingo fait de la natation (Aquamania)
- 1962 : The Hunting Instinct
- 1963 : Merlin l'Enchanteur (The Sword in the Stone)
- 1966 : Winnie l'ourson et l'Arbre à miel
- 1967 : Le Livre de la Jungle (The Jungle Book)
- 1968 : Winnie l'ourson dans le vent
- 1970 : Les Aristochats (The Aristocats)
- 1973 : Robin des Bois (Robin Hood)
- 1977 : Les Aventures de Winnie l'ourson (The Many Adventures of Winnie the Pooh)
- 1977 : Les Aventures de Bernard et Bianca (The Rescuers)

### Comme producteur
- 1970 : Les Aristochats (The Aristocats)
- 1973 : Robin des Bois (Robin Hood)
- 1977 : Les Aventures de Winnie l'ourson (The Many Adventures of Winnie the Pooh)
- 1977 : Les Aventures de Bernard et Bianca (The Rescuers)
- 1981 : Rox et Rouky (The Fox and the Hound)

### Comme acteur
- 1941 : Le Dragon récalcitrant (The Reluctant Dragon) : Artiste

## Distinctions
En 1989, il est nommé Disney Legend aux côtés des autres « Nine Old Men ».